# Ponte dos Oito Arcos

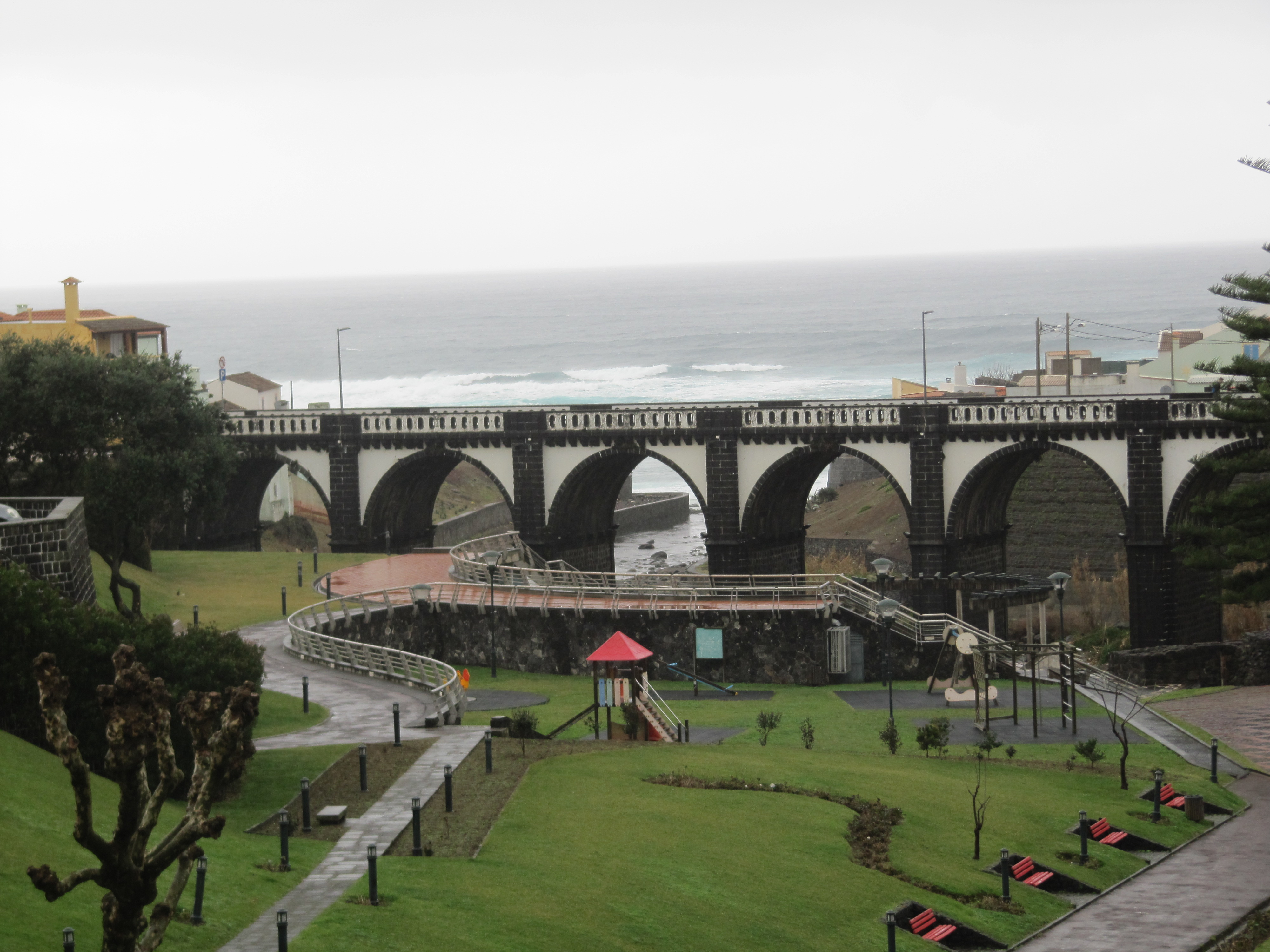
Ponte dos Oito Arcos, Ribeira Grande.

A Ponte dos Oito Arcos localiza-se na freguesia da Matriz, concelho da Ribeira Grande, na ilha de São Miguel, na Região Autónoma dos Açores, em Portugal.
Juntamente com o edifício da Câmara Municipal, constitui-se em um dos "ex libris" da cidade, estando figurada no brasão de armas do município.

## História
Uma das maiores obras viárias do arquipélago no século XIX, estende-se sobre a Ribeira Grande, ligando a Rua Sousa e Silva, na margem direita, à Rua do Estrella, na margem esquerda. A ponte foi construida entre 1888 e 1893.
O seu projeto é de autoria do engenheiro militar António Augusto de Sousa e Silva (1844-1925), Par do Reino que exerceu o cargo de diretor das Obras Públicas do distrito de Ponta Delgada e foi deputado às Cortes pelo círculo de Ponta Delgada em diversas legislaturas.
Sucedeu a antiga ponte do Paraíso, que ao longo dos séculos vinha sendo sucessivamente aumentada no mesmo sítio de uma primitiva ponte de pedra que ali houve, construída por Fernão Álvares.

## Características
A ponte oitocentista foi construída em alvenaria de pedra rebocada e pintada de branco nas guardas e nos panos de parede do lado sul, e em cantaria à vista com as juntas argamassadas nas restantes superfícies.
Foi erguida sobre oito arcos de volta perfeita, assentes em pilares de seção retangular. Os pilares são reforçados, nas faces externas, por pilastras que se prolongam até à guarda e são intersectadas, a meia altura, pelas impostas dos arcos. As impostas são denteadas nos lados internos dos arcos. A guarda do tabuleiro é perfurada em todo o comprimento e assenta sobre uma cornija reforçada por cachorros.